# París-Roubaix 1971

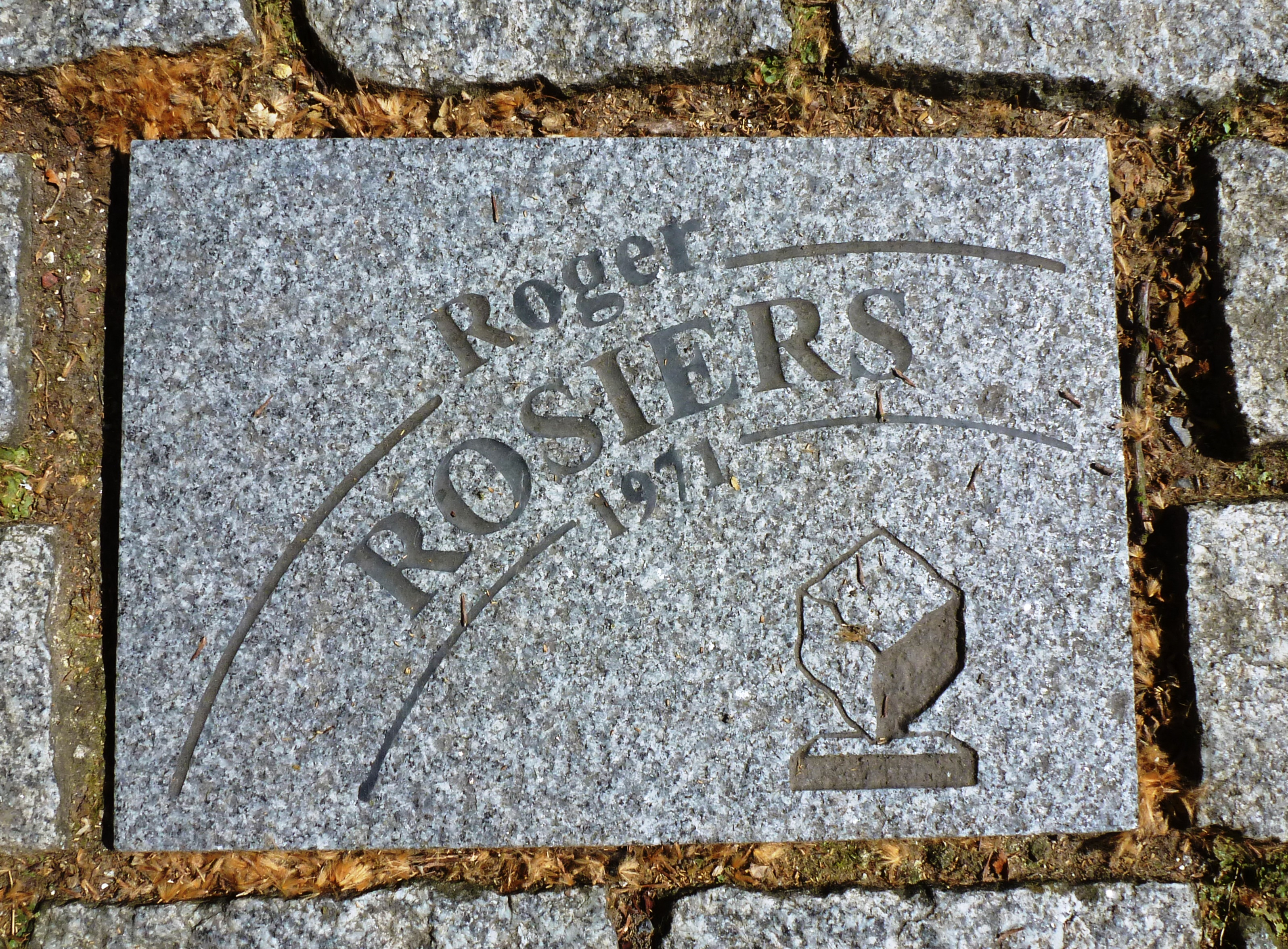
Llamborda dedicada al ciclista belga Roger Rosiers, guanyador de la prova.

La París-Roubaix 1971 fou la 69a edició de la París-Roubaix. La cursa es disputà el 18 d'abril de 1971 i fou guanyada pel belga Roger Rosiers, que s'imposà en solitari, en l'arribada a Roubaix. Segon i tercer acabaren Herman van Springel i Marino Basso respectivament.

## Classificació final
|    | Ciclista            | Equip                    | Temps      |
| -- | ------------------- | ------------------------ | ---------- |
| 1  | Roger Rosiers       | Bic                      | 6h 17' 53" |
| 2  | Herman van Springel | Molteni-Arcore           | + 1' 26"   |
| 3  | Marino Basso        | Molteni-Arcore           | m. t.      |
| 4  | Jan Janssen         | Bic                      | m. t.      |
| 5  | Eddy Merckx         | Molteni-Arcore           | m. t.      |
| 6  | Eric Leman          | Mars-Flandria            | m. t.      |
| 7  | Roger de Vlaeminck  | Mars-Flandria            | m. t.      |
| 8  | Felice Gimondi      | Salvarani                | m. t.      |
| 9  | Eric de Vlaeminck   | Mars-Flandria            | + 4' 26"   |
| 10 | Georges Pintens     | Hertekamp-Magniflex-Novy | m. t.      |